# الکساندر دریمون
الکساندر دریمون (آلمانی: Alexander Dreymon؛ زادهٔ ۷ فوریهٔ ۱۹۸۳) هنرپیشه اهل آلمان است. وی از سال ۲۰۱۰ میلادی تاکنون مشغول فعالیت بوده‌است.
از فیلم‌ها یا برنامه‌های تلویزیونی که وی در آن نقش داشته‌است می‌توان به آخرین پادشاهی اشاره کرد.
در اواخر سال ۲۰۱۹، الکساندر دریمون با آلیسون ویلیامز آشنا شد. آنها هنگام فیلمبرداری Horizon line با هم آشنا شدند. در اواخر سال ۲۰۲۱، آنها صاحب پسری به نام آرلو شدند.